# Тулин, Сергей Загитович
Сергей Загитович Тулин  (до 1992 года —  Риф Загитович Гиззатуллин; род. 11 сентября 1957 года, д. Малые Гайны, Башкирская АССР) — советский и российский военный деятель, генерал-майор запаса, Герой Российской Федерации, кандидат юридических наук.

## Биография
Родился 11 сентября 1957 года в деревне Малые Гайны (Миякинский район Башкирской АССР) в многодетной крестьянской семье. По национальности татарин.
После окончания 9 классов Миякинской средней школы в 1974 году поступил в Казанское суворовское военное училище, которое окончил в 1976 году. В 1980 году окончил Рязанское высшее воздушно-десантное командное училище. 
С 1980 по 1987 год проходил службу в 39-й отдельной десантно-штурмовой бригаде (г. Хыров) Прикарпатского военного округа. Последовательно занимал должности командира 1 ПДР, разведвзвода, командира разведроты, начальника штаба батальона, командира парашютно-десантного батальона.
В 1990 году окончил Военную академию им. М. В. Фрунзе. Произведён в гвардии майоры. В 1990—1991 годах — заместитель командира 38-й отдельной воздушно-десантной бригады (Белорусский военный округ).
В 1992—1993 годах — начальник штаба 554-го отдельного пехотного батальона, входившего в миротворческий контингент ООН в Югославии.
В 1993 году в звании гвардии подполковника назначен командиром 104-го гвардейского парашютно-десантного полка 76-й гвардейской воздушно-десантной дивизии.
С декабря 1994 года по май 1995 года во главе батальонной тактической группы полка принимал участие в боевых действиях в Чечне.
Участвовал в штурме Грозного, где командовал передовым отрядом 76-й воздушно-десантной дивизии (в составе группировки «Запад»), с которым захватил рубеж на юго-западной окраине Грозного, выведя главные силы дивизии к городу.
Участвовал в блокировании и освобождении Гудермеса. Получив контузию, остался в строю и управлял сводным полком, сдерживавшим силы боевиков, идущие на прорыв. В ходе боевых действий в Чечне был дважды ранен и контужен.
В 1995 году за оказанные отличия в боях за Грозный награждён орденом Мужества.
Указом Президента Российской Федерации № 1064 от 20 июля 1996 года, «за умелое руководство боевыми действиями полка, мужество и героизм, проявленные при исполнении воинского долга в Северо-Кавказском регионе», гвардии полковнику Тулину присвоено звание Героя Российской Федерации.
В феврале 1997 года назначен старшим офицером Главного управления международного военного сотрудничества Генерального штаба Вооружённых Сил Российской Федерации.
В 1998 году поступил в Военную академию Генерального штаба, которую успешно окончил в 2000 году. Произведён в генерал-майоры.
В 2000—2001 годах — командир 205-й отдельной мотострелковой бригады. В 2001—2002 годах — заместитель командующего 58-й армией (Северо-Кавказский военный округ).
В июне 2002 года назначен военным комиссаром Рязанской области.
В 2007 году уволен в запас.
С 2007 года — директор департамента проектов, с 2008 года — заместитель генерального директора по управлению проектами ООО «Военно-промышленная компания». В 2008—2009 годах входил в совет директоров ОАО «Арзамасский машиностроительный завод». Является председателем Рязанской областной федерации греко-римской борьбы.
8 октября 2009 года защитил кандидатскую диссертацию на тему «Исполнение уголовного наказания в виде ограничения по военной службе: правовой и криминологический аспекты».

## Семья
Женат, имеет сына и дочь. Жена — подполковник медицинской службы, врач военного госпиталя, кандидат медицинских наук.